# Королевский автомобильный клуб
Королевский автомобильный клуб (англ. Royal Automobile Club, RAC) — британский частный общественно-спортивный клуб. У него есть два клубных дома: один в Лондоне по адресу 89 Пэлл-Мэлл, а другой в сельской местности в Woodcote Park, недалеко от Эпсома в графстве Суррей, оба с проживанием и рядом ресторанов и спортивных сооружений. Королевский автомобильный клуб принимает в члены как мужчин, так и женщин.

## История

Автомобиль 1901 года Mors 10 H.P., принадлежащий Королевскому автоклубу, является постоянным участником автопробега ветеранов из Лондона в Брайтон.

Клуб был основан 10 августа 1897 года как Автомобильный клуб Великобритании (а затем Ирландии). Первоначально штаб-квартира располагалась в многоквартирном доме по адресу Уайтхолл-Корт, 4, а в 1902 году переехала на Пикадилли, 119.
В течение 1902 года организация вместе с недавно созданной Ассоциацией производителей и трейдеров автомобилей проводила энергичную кампанию за ослабление ограничений скорости, утверждая, что ограничение скорости 14 миль в час, установленное Законом о локомотивах 1896 года, было «абсурдным» и редко соблюдалось. Эти организации при поддержке премьер-министра Артура Бальфура оказали значительное влияние на предстоящий Закон об автомобилях 1903 года, который первоначально предлагал отменить все ограничения скорости для автомобилей, одновременно вводя понятие преступления безрассудного вождения. Несмотря на серьёзное сопротивление, ограничение скорости 20 миль / ч было сохранено в дополнение к правилу о создании правонарушения, связанного с опрометчивым, опасным или небрежным вождением.
В 1905 году Клуб организовал первую мотогонку Tourist Trophy (TT), старейшую из регулярных гонок. Клуб стал руководящим органом автомобильного спорта в Великобритании. Интерес короля Эдуарда VII к автомобилестроению привел к тому, что в 1907 году «Автомобильный клуб Великобритании и Ирландии» стал называться «Королевским автомобильным клубом». В 1911 году они переехали на свой нынешний адрес, часть территории старого военного министерства. Клубный дом был (и остаётся) одним из крупнейших в Лондоне, с фасадом на Пэлл-Мэлл высотой 228 футов (67 метров) и глубиной в центре 140 футов (42 метра). Он стоил более четверти миллиона фунтов и описан в «Обзоре Лондона» как «отточенное эссе в стиле позднего французского Возрождения».
С началом Первой мировой войны в августе 1914 года Клуб организовал 25 своих членов на своих личных автомобилях для сопровождения британского экспедиционного корпуса во Францию и Бельгию в качестве водителей и посыльных для британского генерального штаба. Водители называли себя «Корпусом добровольных водителей автомобилей Королевского автомобильного клуба». Среди водителей были герцог Вестминстерский, Лорд Далмени и «Тоби» Роулинсон; многие из них впоследствии продолжили военную службу. В сентябре 1914 года ещё одна группа членов Клуба предоставила себя и свои машины в распоряжение Британского Красного Креста для помощи в транспортировке раненых.
Королевский клуб организовал первую автогонку Гран-при Великобритании в Бруклендсе (Суррей) в 1926 году. В 1978 году в ходе реорганизации ассоциированная секция была преобразована в отдельную компанию RAC Motoring Services Ltd., которая принадлежала организации.
В 1991 году фонд Королевского клуба был выделен в исследовательское подразделение RAC Motoring Services. Когда RAC Motoring Services была продана в 1999 году, Фонд получил наследство и впоследствии был основан как благотворительная организация для исследования и продвижения вопросов безопасности, мобильности, экономики и окружающей среды, связанных с автомобилями.
В сентябре 1999 года участники продали RAC Motoring Services компании Lex Service plc, которая в 2002 году переименовала себя в RAC plc. Затем в марте 2005 года RAC Plc была приобретена Aviva plc примерно за 1,1 миллиарда фунтов стерлингов.